# Sendhil Ramamurthy
Sendhil Amithab Ramamurthy (Chicago, 17 maggio 1974) è un attore statunitense.
È conosciuto soprattutto per aver recitato il ruolo del genetista indiano Mohinder Suresh nel telefilm Heroes, di Jai Wilcox in Covert Affairs e di Gabriel Lowen in  Beauty and the Beast.

## Biografia
È nato negli Stati Uniti da genitori indiani, entrambi medici. I suoi genitori provengono da Bangalore, India. Ha una sorella, anche lei medico. Lui e sua sorella sono cresciuti a San Antonio. Lì, ha frequentato la Keystone School e si è diplomato nel 1991. È sposato con l'attrice Olga Sosnovska con cui ha avuto una figlia, Halina ed un figlio, Alex. È anche cugino dell'attore e regista Jay Chandrasekhar.
Ramamurthy ha frequentato la Tufts University inizialmente per seguire le orme dei suoi genitori. È stato anche un membro del Kappa Charge del Theta Delta Chi. In seguito nasce in lui la passione per la recitazione. Laureatosi all'università in Storia, ha frequentato la Webber Douglas Academy, dove ha studiato Arte Drammatica. Dopo aver partecipato a diverse rappresentazioni teatrali — tra cui Our Country's Good, sceglie di cambiare la meta della sua carriera. Nel 1999 si è diplomato alla Webber Douglas Academy of Dramatic Art. A Ramamurthy piace molto giocare a calcio.
Sendhil è apparso in alcune produzioni teatrali come Servant of Two Masters, Indian Ink e East Is East. In televisione ha partecipato a molte produzioni e serie televisive tra cui Casualty, Ultimate Force, Grey's Anatomy e Numb3rs e alla soap opera Sentieri nel ruolo di Lloyd. Ad un certo punto della sua carriera ha deciso di non fare più provini per ruoli stereotipati di indiani, benché abbia numerose offerte. Ha recitato quindi nel famoso telefilm Heroes, la sua parte più importante come attore, nel ruolo di Mohinder Suresh. Originariamente nella sceneggiatura il suo personaggio avrebbe dovuto essere un uomo di 55 anni, ma il suo provino e lo screen test convinsero gli autori a tal punto che decisero di riscrivere la parte per Ramamurthy.
Ha partecipato anche a film come Little India (2001); Death, Deceit & Destiny Aboard the Orient Express (2001) di Mark Roper, accanto a Richard Grieco.
Il 25 gennaio 2007, è apparso in trasmissioni televisive come The Tonight Show, presentato da Jay Leno.
Fra il 2010 e il 2012 ha interpretato Jai Wilcox nelle prime due stagioni di Covert Affairs. Dal 2012 interpreta Gabriel Lowen nella serie Beauty and the Beast. Dal 2020 ha il ruolo di Mohan Vishwakumar, il padre della protagonista nella serie Non ho mai....

## Filmografia

### Cinema
- Little India, regia di Mahesh Pailoor - cortometraggio (2001)
- Death, Deceit & Destiny Aboard the Orient Express, regia di Mark Roper (2001)
- Thanks to Gravity, regia di Jessica Kavana Dornbusch (2006)
- Appuntamento al buio (Blind Dating), regia di James Keach (2006)
- The Slammin' Salmon, regia di Kevin Heffernan (2009)
- It's a Wonderful Afterlife, regia di Gurinder Chadha (2010)
- Shor in the City, regia di Krishna D.K. e Raj Nidimoru (2010)
- Egypt's Facebook Revolution, regia di Christopher Farah - cortometraggio (2011)
- The Lifeguard, regia di Liz W. Garcia (2013)
- Brahmin Bulls, regia di Mahesh Pailoor (2013)
- After Everything, regia di Hannah Marks e Joey Power (2018)
- The Secret Art of Human Flight, regia di H.P. Mendoza (2023)

### Televisione
- In the Beginning - In principio era (In the Beginning) – miniserie TV (2000)
- Casualty – serie TV, episodio 16x11 (2001)
- Ultimate Force – serie TV, 6 episodi (2002)
- My Sexiest Mistake – film TV (2004)
- Grey's Anatomy – serie TV, episodio 1x01 (2005)
- Numb3rs – serie TV, episodio 1x10 (2005)
- The Evidence – serie TV, episodio 1x01 (2006)
- Heroes – serie TV, 63 episodi (2006-2010)
- Covert Affairs – serie TV, 27 episodi (2010-2012)
- Psych – serie TV, episodio 4x06 (2009)
- CSI: Miami – serie TV, episodio 10x12 (2012)
- The Office – serie TV, 3 episodi (2012-2013)
- Beauty and the Beast – serie TV, 30 episodi (2013-2014)
- Heroes Reborn – serie TV, 6 episodi (2015-2016)
- Lucky Man – serie TV, 8 episodi (2016-2017)
- Reverie – serie TV, 10 episodi (2018)
- MacGyver – serie TV, episodio 3x10 (2018)
- The Flash – serie TV, 10 episodi (2019-2023)
- New Amsterdam – serie TV, 7 episodi (2019)
- Non ho mai... (Never Have I Ever) – serie TV, 20 episodi (2020-2023)
- Good Sam – serie TV, 5 episodi (2022)
- Doom Patrol – serie TV, 7 episodi (2022-2023)
- Piccoli brividi (Goosebumps) – serie TV, episodi 2x07-2x08 (2025)
- La coppia della porta accanto (The Couple Next Door) – serie TV, 6 episodi (2025)
- One Piece – serie TV (2026)

### Doppiatore
- I Griffin (Family Guy) - serie animata, episodio 14x20: voce dell'Uomo indiano (2016)
- LEGO Jurassic World: L'evasione di Indominus Rex - cortometraggio animato: voce di Simon Masrani (2016)
- DC Super Hero Girls - serie animata, episodi 1x44-45: voce di Ra's Al Ghul (2020)
- Cleopatra in Space - serie animata, 23 episodi; voce di Kenshu (2020-2021)
- Mira - Detective Reale - serie animata, episodio 2x27: voce di Deepal (2022)

## Doppiatori italiani
Nelle versioni in italiano dei suoi lavori, Sendhil Ramamurhty è stato doppiato da:
- Alessandro Rigotti in Heroes, Heroes Reborn, New Amsterdam
- Francesco Venditti in Covert Affairs
- Edoardo Stoppacciaro in CSI: Miami
- Gabriele Sabatini in Beauty and the Beast
- Alessandro Budroni in Elementary
- Ruggero Andreozzi in The Flash
- Alessio Cigliano in Non ho mai...
- Massimo Di Benedetto in Sentieri